# Annibale Pizzarelli
Annibale Pizzarelli (Parma, 3 agosto 1885 – Parma, 23 agosto 1973) è stato un musicista e direttore di coro italiano.
Si diplomò in fagotto al Conservatorio di Parma nel 1905 e si dedicò subito al canto corale, debuttando nel 1910 come direttore del coro del Teatro di Novellara. Nell'ottobre dello stesso anno cominciò a dirigere i cori negli spettacoli al Teatro Reinach e poi al Teatro Regio, nei quali lavorò per decenni. 
Fondò e diresse la Corale Euterpe, che portò a distinguersi nei concorsi nazionali di Verona (1920) e Roma (1925). Dal 1927 fu direttore per diversi anni della Corale Verdi. È stato anche direttore d'orchestra: nel novembre 1922 diresse la Bohème di Giacomo Puccini al Teatro Reinach. È stato maestro del direttore di coro Edgardo Egaddi, che lo affiancherà nella direzione del coro del Teatro Regio per poi prenderne il posto nel 1946.
Si sposò con Imelde Blondi, da cui ebbe due figli: Renzo, morto nel 1944 in un campo di concentramento in Germania, e Giulia, morta nel 2009.
Dai suoi concittadini venne definito con l'appellativo in dialetto parmigiano "Al Méster ch'à fatt cantär tutà Pärma." (Il Maestro che ha fatto cantare tutta Parma).
A Parma gli è intitolata una strada della frazione di Fognano, laterale di via Cremonese.